# Gloria Carrillo Salinas
Gloria Carrillo Salinas (Zumpango de Ocampo, estado de México, 20 de marzo de 1940) es una sindicalista y política mexicana, miembro del Partido Revolucionario Institucional (PRI). Fue diputada federal de 1976 a 1979 y es secretaria de Acción Femenil de la Confederación de Trabajadores de México (CTM).

## Biografía
Realizó estudios básicos en la Ciudad de México. Fue secretaria en empresas del ramo de la industria de la carne, donde comenzó a militar en el Sindicato Único de Trabajadores de la Industria de la Carne (SUTIC).
Es miembro del PRI desde 1966. Fue integrante de la campaña de Luis Echeverría Álvarez a la presidencia de México en las elecciones federales de 1970 y luego secretaria de Acción Social del comité del PRI en el Distrito 10 del Distrito Federal. En 1973 fue postulada candidato del PRI a diputada federal suplente por el mencionado Distrito 10 del Distrito Federal, siendo candidato propietario Simón García Rodríguez; resultaron elegidos para la XLIX Legislatura que concluyó en 1976, sin haber sido llamada a ejercer el cargo.
En 1976 fue postulada candidata en propiedad por el mismo distrito electoral, resultando elegida para la L Legislaturadel mencionado al de 1979. Paralelamente en 1976 fue secretaria de Relaciones de la Federación de Organizaciones Obreras Femeninas, y de 1976 a 1999 secretaria de Acción Femenil del comité nacional del Sindicato Único de Trabajadores de la Industria de la Carne, del que es secretaria general a partir de 1999, así como secretaria de Acción Femenil del comité nacional de la CTM.